# Космаріум
Космаріум (Cosmarium) — рід прісноводних організмів, що належать до Charophyta, відділу зелених водоростей, з яких виникли наземні рослини (Embryophyta).  

## Опис
У цьому роді клітини дуже різноманітні. Усі вони звужені посередині, що призводить до дволопатевого вигляду. 

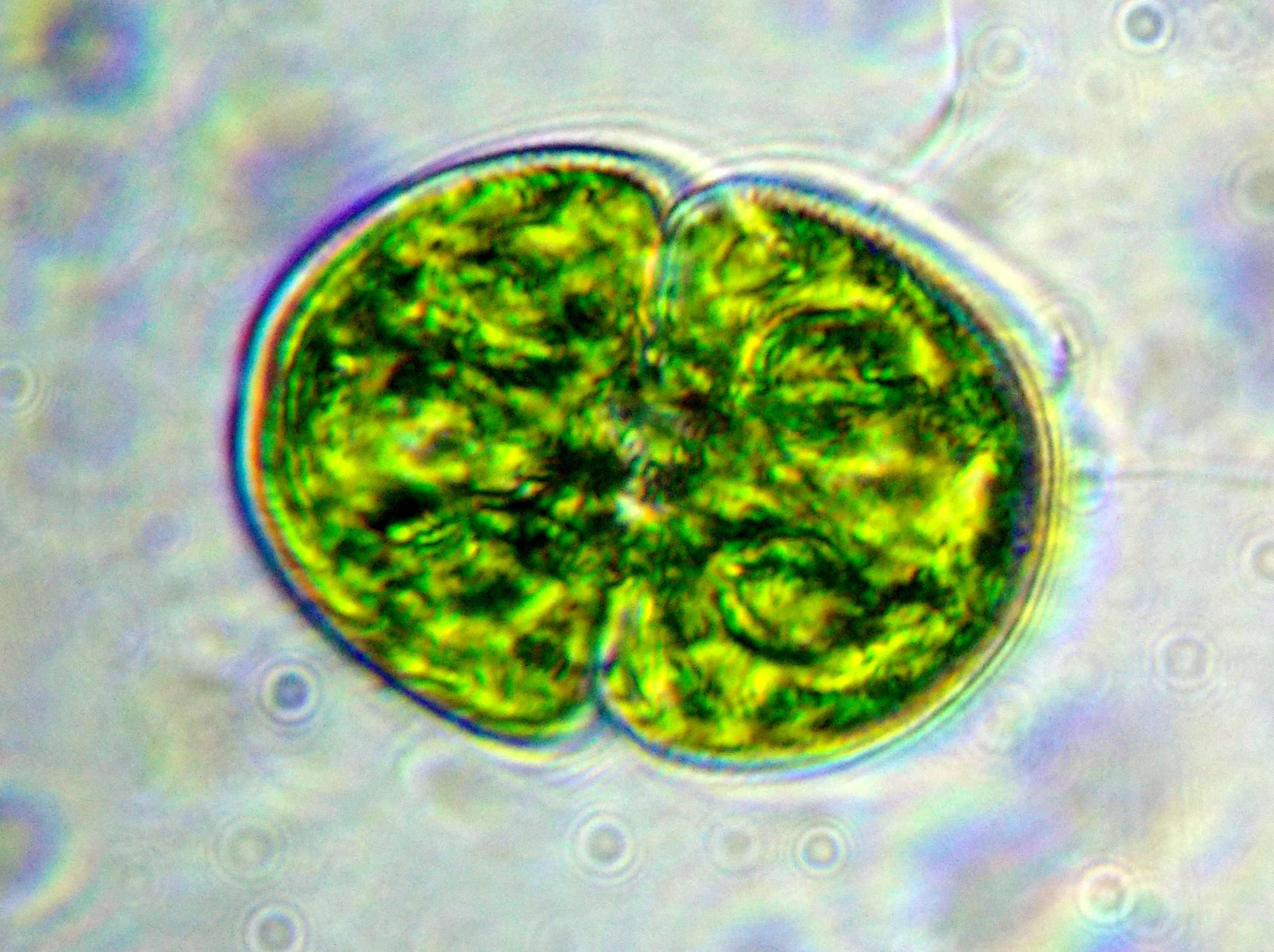
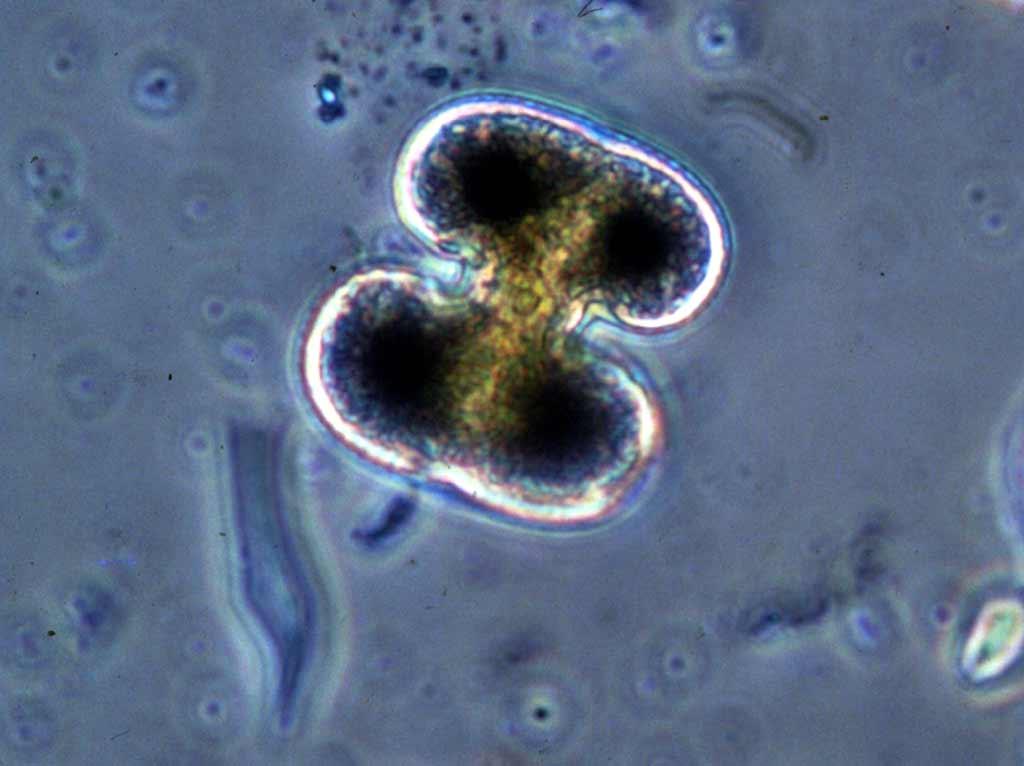
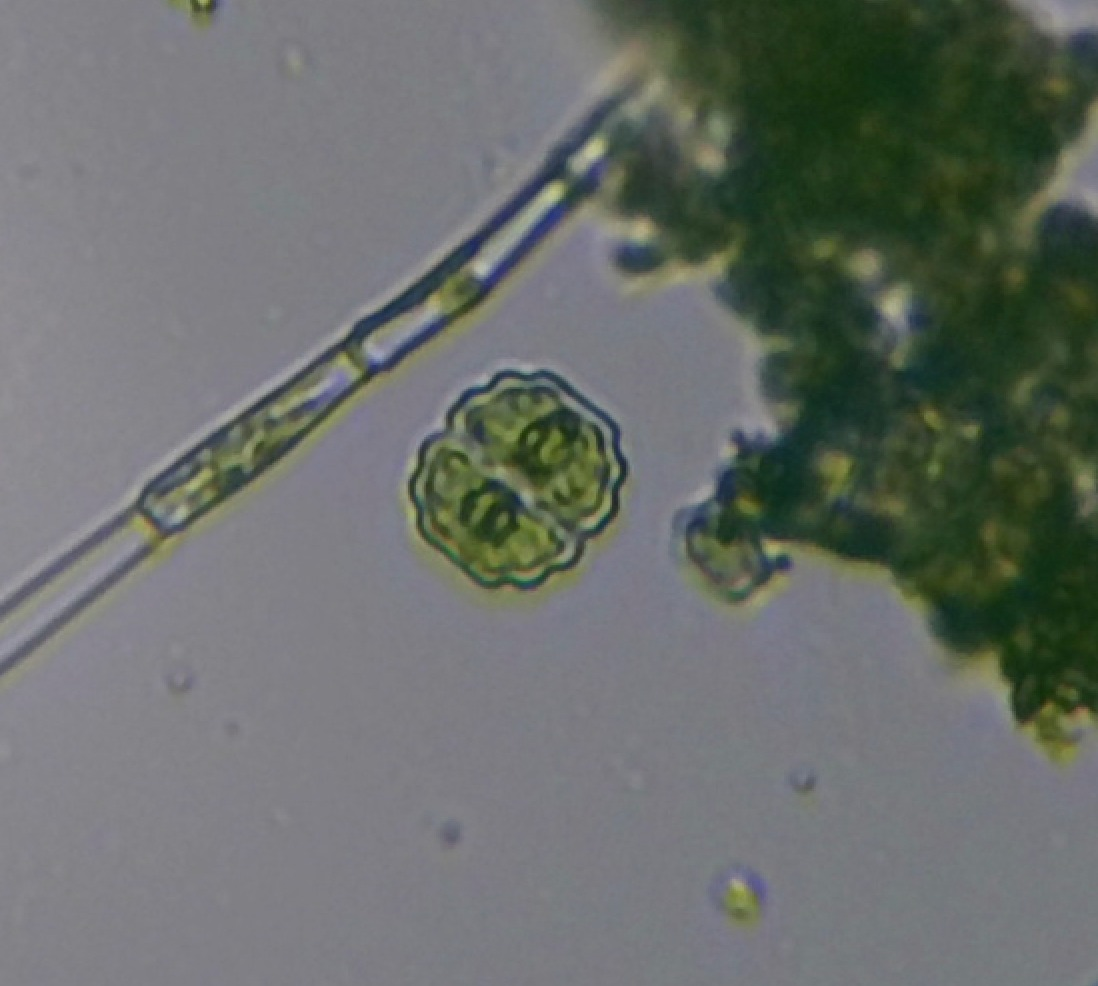
Cosmarium subprotumidum